# Лугау (Ерцгебирге)
Лугау (њем. Lugau/Erzgeb.) град је у њемачкој савезној држави Саксонија. Једно је од 69 општинских средишта округа Ерцгебирге. Према процјени из 2010. у граду је живјело 7.274 становника. Посједује регионалну шифру (AGS) 14521380.

## Географски и демографски подаци
Лугау се налази у савезној држави Саксонија у округу Ерцгебирге. Град се налази на надморској висини од 400 метара. Површина општине износи 6,3 km². У самом граду је, према процјени из 2010. године, живјело 7.274 становника. Просјечна густина становништва износи 1.151 становника/km².

## Међународна сарадња
| Мјесто | Држава    | Врста сарадње | Од    |
| ------ | --------- | ------------- | ----- |
|        | Француска | партнерство   | 2000. |
| Извор  |           |               |       |